# Slay3r
Slay3r è un singolo del rapper statunitense Playboi Carti, pubblicato l'8 gennaio 2021 come primo estratto dal secondo album in studio Whole Lotta Red.

## Descrizione
Settima traccia del disco, Slay3r è stata scritta dallo stesso interprete con Jeffrey Lawrence Shannon e Roark Bailey, e prodotta da questi ultimi due.

## Formazione
- Playboi Carti – voce
- Juberlee – produzione
- Roark Bailey – produzione, missaggio, registrazione
- Colin Leonard – mastering
- Marcus Fitz – missaggio, registrazione

## Classifiche
| Classifica (2020-21) | Posizione massima |
| -------------------- | ----------------- |
| Canada               | 67                |
| Lituania             | 62                |
| Portogallo           | 191               |
| Stati Uniti          | 72                |